# Bornwirdhuizen
Bornwirdhuizen (Fries: Boarnwerthuzen, ook wel Boarnwerterhuzen) is een buurtschap in de gemeente Noardeast-Fryslân, in de Nederlandse provincie Friesland. Bornwirdhuizen ligt ten oosten van Bornwird tussen Dokkum en Hiaure. De buurtschap ligt tussen de Oude Paesens, de Hantumervaart en de Paesens in, en bestaat uit vier boerderijen en een iets daarvan afgelegen huis. De buurtschap valt qua adressering onder Bornwird. Zowel de buurtschap Betterwird als het gelijknamige industrieterrein liggen op enkele honderden meters van Bornwirdhuizen via de Hiausterdyk.

## Geschiedenis
De oudste bekende vermelding is in 1511 toen de plaats vermeld werd als Bornwerderhuijsen. De plaatnaam duidt op een nederzetting van enkele huizen die bij Bornwird behoorde. In 1664 werd de plaats vermeld als Bornhuysen en Bornwerderhuysen. Vanaf 1823 was het Bornwerderhuizen.
In de jaren 50 van de twintigste eeuw veranderde dat in Bornwirdhuizen, bij het vaststellen van de naam in het Nederlands. Ook het Fries volgde later deze verkorting al wordt ook de langere naam gebezigd.
Steden, dorpen en gehuchten: Aalsum · Anjum · Augsbuurt · Birdaard · Blija · Bornwird · Brantgum · Burum · Dokkum · Ee · Engwierum · Ferwerd · Foudgum · Genum · Hallum · Hantum · Hantumeruitburen · Hantumhuizen · Hiaure · Hogebeintum · Holwerd · Janum · Jislum · Jouswier · Kollum · Kollumerpomp · Kollumerzwaag · Lichtaard · Lioessens · Marrum · Metslawier · Munnekezijl · Moddergat · Morra · Nes · Niawier · Oosternijkerk · Oostmahorn · Oostrum · Oudwoude · Paesens · Raard · Reitsum · Ternaard · Triemen · Veenklooster · Waaxens · Wanswerd · Warfstermolen · Westergeest · Wetsens · Wierum · Zwagerbosch

Buurtschappen: Abbewier · Bartlehiem (deels) · Beintemahuis · Betterwird · Bollingawier · Bonte Hond · Bornwirdhuizen · Boteburen · Brandeburen · De Dellen · De Keegen · De Kolk · De Leegte · De Rijp · De Wirden · De Schans · Dijkshorne · Dokkumer Nieuwe Zijlen · Drieboerehuizen · Ezumazijl · Groot Medhuizen · Halfweg · Hallumerhoek · Hanenburg · Hantumerhoek · Huis ter Noord · Kettingwier · Klein Medhuizen · Kletterbuurt · Kollumeroudzijl · Krabburen · Laagland · Lutkewier · Molenbuurt · Nieuwland · Oudeterp · Oudwouderzijlen · Reidswal · Scharnehuizen · Stiem · Teerd · Teijeburen · Tergracht (deels) · Ter Lune · Tibma · Tilburen · Tiltjeburen · Vaardeburen · Veldburen · Vijfhuizen (Hallum) · Vijfhuizen (Ternaard) · Visbuurt · Weerdeburen · Westerburen · Westernijkerk · Wie · Wijgeest · Zevenhuizen

Streken: 't Schoor · Galilea · It Paradyske · Lutkelaard · Sibrandahuis · Steenharst · Steenvak · Wildpad (deels) · Zandbulten · Zwagerveen

Friesland: Steden en dorpen      Nederland: Provincies · Gemeenten